# الدوري المكسيكي الممتاز 1953-54
الدوري المكسيكي الممتاز 1953-54 (بالإسبانية: Primera División de México 1953-54)‏ هو الموسم 11 من الدوري المكسيكي الممتاز. أقيم خلال الفترة 8 أغسطس 1953 وحتى 7 فبراير 1954، وأشرف على تنظيمه اتحاد المكسيك لكرة القدم، وكان عدد الأندية المشاركة فيه 12، وفاز فيه ديبورتيفو مارتي.